# Mesjid Suwiek
Mesjid Suwiek is een bestuurslaag in het regentschap Pidie van de provincie Atjeh, Indonesië. Mesjid Suwiek telt 496 inwoners (volkstelling 2010).